# (1313) Berne
(1313) Berne, internationalement (1313) Berna, est un astéroïde de la ceinture principale découvert le 24 août 1933 par l'astronome belge Sylvain Arend.
Il fut nommé d'après la capitale de la Suisse Berne.

## Satellite
Un satellite, provisoirement nommé S/2004 (1313) 1, a été découvert à la suite d'observations conduites entre les 6 et 12 février 2004 par René Roy, Stefano Sposetti, Nicolas Waelchli, Donald P. Pray, Nathanaël Berger, Christophe Demeautis, Daniel Matter, Russell I. Durkee, Alain Klotz, Donn R. Starkey, Vincent Cotrez, et Raoul Behrend. Sa découverte fut annoncée le 12 février 2004 (bien que l'annonce officielle de l'UIAC soit intervenue le 23 février 2004). La lune, d'environ 11 km de diamètre, orbite à 25 km de son primaire en 1,061 ± 0,00004 jours.

## Sources

## Compléments